# Alain Filhol
Pas d'image ? Cliquez ici
Alain Filhol, né le 15 mai 1951 à Toulouse, est un ancien pilote automobile français,.

## Carrière
Alain Filhol a commencé sa carrière en course automobile en 1995 en Formule 3000. Cependant, il ne réussit à marquer de points dans aucune des deux courses auxquelles il participe et se classe à la 28e place du championnat. Au cours des années suivantes, il a concouru en Porsche Carrera Cup française, en Championnat FIA GT, en Championnat de France FFSA GT, en Championnat de France des voitures de tourisme (où il a notamment piloté une Nissan Primera), aux 24 Heures du Mans et aux Le Mans Series.

## Résultats aux 24 Heures du Mans
| Année | Team            | Équipiers                     | Voiture          | Catégorie | Tours | Classement | Classement de catégorie |
| ----- | --------------- | ----------------------------- | ---------------- | --------- | ----- | ---------- | ----------------------- |
| 2007  | Saulnier Racing | Jacques Nicolet Bruce Jouanny | Courage LC75-AER | LMP2      | 224   | DNF        | DNF                     |